# Primulacee

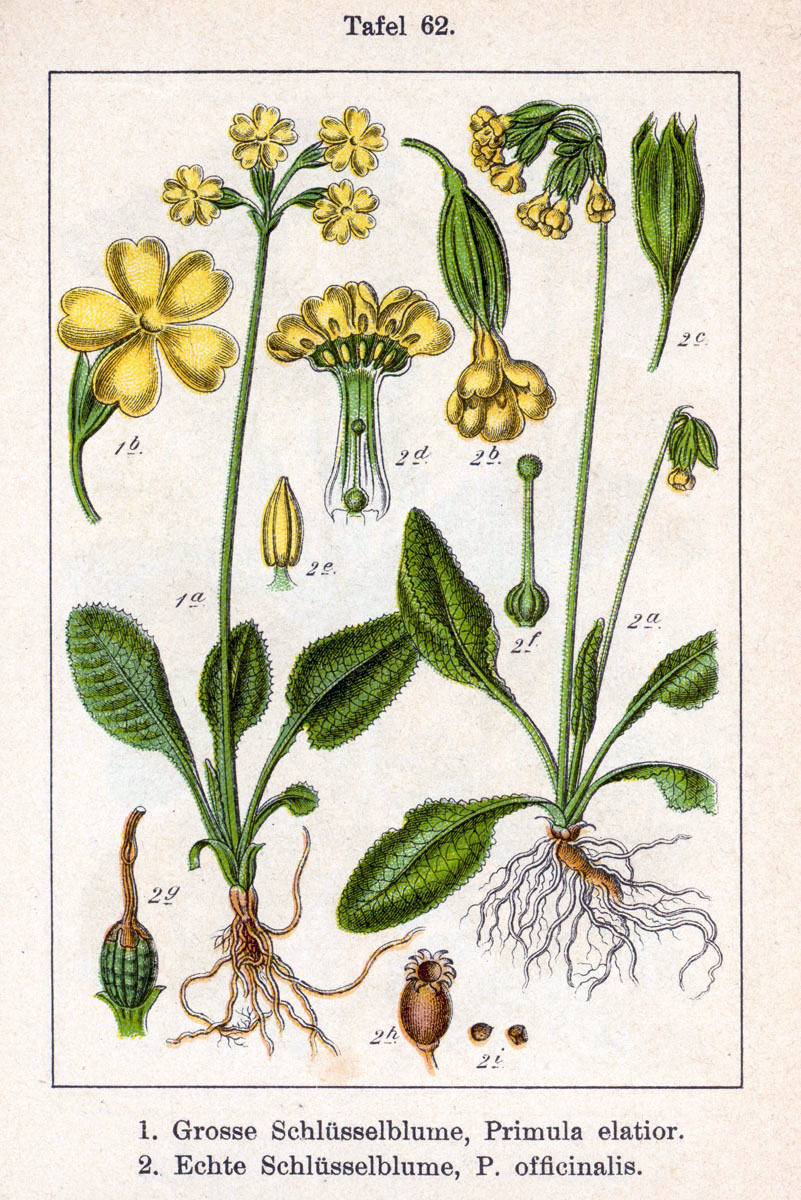

Primulaceele (Primulaceae)   sunt o familie de plante superioare angiosperme dicotiledonate din ordinul Ericales (Primulales), care cuprinde 955 de specii de plante ierbacee, perene sau anuale, rareori subarbuști, răspândite pe tot globul terestru, mai ales în regiunile temperate de nord, în special în regiunea mediteraneană, Alpii și Asia Mică. Frunze simple, fără stipele, alterne sau opuse, uneori verticilate, cele bazale adunate adeseori în rozetă, cu limb întreg sau lobat. Flori bisexuate (hermafrodite), radiar simetrice (actinomorfe), heterostile, pentamere, rar 4-7-mere, adunate în umbele terminale, în raceme, panicule sau spice axilare, mai rar solitare. Caliciu gamosepal cu 5 sepale concrescute. Corolă gamopetală cu 5 petale concrescute într-un tub și cu un limb plat, cu 5 lobi pe margine, uneori campanulată; lobii întregi sau emarginați. Androceul de obicei din 5 stamine, epipetale, adeseori concrescute cu tubul corolei, rareori în alternanță și cu staminodii sau solzi în gâtul corolei. Gineceu 5-carpelar, cenocarpic, cu ovar de obicei superior, rareori semiinferior (Samolus), unilocular; placentație centrală, cu numeroase ovule, sesile sau pedicelate, dispuse spiralat sau verticilat, hemianatrope sau subcampilotrope, cu 2 integumente; stigmat globulos. Fructul este o  pixidă sau o capsulă denticulată, deschizându-se prin 5 sau 10 dinți, sau printr-un căpăcel. Semințele sunt turtite sau muchiate. În România cresc 12 genuri, cu 36  de specii entomofile, terestre, mai rar acvatice (Hottonia). Unele specii au importanță din punct de vedere practic, mai ales ca plante ornamentale (Primula, Cyclamen) sau medicinale (Anagallis arvensis).

## Specii din România
Flora României cuprinde 36 de specii spontane și cultivate ce aparțin la 12 genuri:
- Anagallis
  - Anagallis arvensis = Scânteiuță
  - Anagallis foemina
- Androsace
  - Androsace chamaejasme = Lăptișor
  - Androsace elongata
  - Androsace lactea = Laptele stâncii
  - Androsace maxima
  - Androsace obtusifolia
  - Androsace villosa
- Centunculus
  - Centunculus minimus = Ochișor
- Cortusa
  - Cortusa matthioli = Ciuboțica ursului
- Cyclamen
  - Cyclamen persicum = Ciclamen
  - Cyclamen purpureus = Ciclamen
- Glaux
  - Glaux maritima = Șerpariță
- Hottonia
  - Hottonia palustris
- Lysimachia
  - Lysimachia nemorum
  - Lysimachia nummularia = Gălbăjoară, Drețe
  - Lysimachia punctata = Iarbă de lungoare, Gălbinele
  - Lysimachia thyrsiflora
  - Lysimachia vulgaris = Gălbinele
- Primula
  - Primula auricula = Urechea ursului
  - Primula elatior = Ciuboțica cucului, Țâța vacii
  - Primula farinosa = Ochii broaștei
  - Primula halleri = Anghelină
  - Primula malacoides
  - Primula minima = Ochiul găinii
  - Primula obconica
  - Primula sinensis
  - Primula veris = Ciuboțica cucului
  - Primula vulgaris = Griciorei
  - Primula wulfeniana
- Samolus
  - Samolus valerandi
- Soldanella
  - Soldanella major
  - Soldanella montana
  - Soldanella pusilla
  - Soldanella rugosa
- Trientalis
  - Trientalis europaea

## Genuri
- Aegiceras
- Amblyanthopsis
- Amblyanthus
- Anagallis
- Androsace
- Antistrophe
- Ardisia
- Ardisiandra
- Asterolinon
- Badula
- Bonellia
- Bryocarpum
- Clavija
- Conandrium
- Coris
- Cortusa
- Ctenardisia
- Cybianthus
- Cyclamen
- Deherainia
- Dionysia
- Discocalyx
- Dodecatheon
- Douglasia
- Elingamita
- Embelia
- Emblemantha
- Fittingia
- Geissanthus
- Glaux
- Grenacheria
- Heberdenia
- Hottonia
- Hymenandra
- Jacquinia
- Kaufmannia
- Labisia
- Loheria
- Lysimachia
- Maesa
- Mangenotiella
- Monoporus
- Myrsine
- Neomezia
- Omphalogramma
- Oncostemum
- Parathesis
- Pelletiera
- Pleiomeris
- Pomatosace
- Primula
- Sadiria
- Samolus
- Soldanella
- Solonia
- Stimpsonia
- Stylogyne
- Systellantha
- Tapeinosperma
- Theophrasta
- Trientalis
- Wallenia
- Vegaea
- Votschia